# Hyomys goliath
Hyomys goliath — вид гризунів родини мишевих. Зустрічається тільки в Папуа-Новій Гвінеї.

## Морфологічна характеристика
Це великий гризун із довжиною голови й тулуба від 295 до 390 мм, довжиною хвоста від 256 до 381 мм, довжиною стопи від 57 до 64 мм, довжиною вух від 25 до 28  мм і вагою до 945 грамів. Верх сірий, посипаний довгими темно-коричневими волосками з блідо-сірими кінчиками, а нижні частини тіла жовтуваті. Біля основи кожного вуха є короткий пучок білуватого волосся. Задня частина ніг укрита дрібними темно-коричневими волосками. Хвіст коротший за голову й тулуб і має 8 кілець лусочок на сантиметр і білу кінцеву частину.

## Поведінка
Це наземний вид. Будує нори і гнізда в дуплах під корінням дерев, під поваленими стовбурами або між камінням. Харчується дикими пагонами бамбука, пальмами та дикими панданусами. Іноді вривається на оброблені поля.